# Closer (조이 디비전의 음반)
《Closer》는 영국 록 밴드 조이 디비전의 두 번째이자 마지막 정규 음반이다. 이언 커티스의 죽음 이후 2달 뒤 발매된 이 앨범은 영국 앨범 차트 탑10에 들었다. 앨범 하나하나가 고도의 구성미를 가지고 있으며, 후반부 트랙에 삽입된 신시사이저는 뉴 오더의 단초가 되었다.

## 커버
전작 Unknown Pleasures의 커버 디자이너인 피터 새빌가 참여했으며, 마틴 앳킨스도 참여했다. 커버에 있는 묘지 사진은 이탈리아 제노아에 있는 스타질리에노 공동 묘지에 있는 아피아니 가족 무덤을 버나드 피에르 울프가 찍은 것이다.

## 재발매
Closer은 2007년, 워너 산하 레이블인 라이노에서 Unknown Pleasures와 Still과 함께 리마스터링된 본 앨범과 실황 공연 녹음 CD를 포함한 2CD 콜렉터스 에디션으로 재발매되었다.

## 트랙 목록
모든 곡들은 조이 디비전이 썼다.

### 사이드 1
1. "Atrocity Exhibition" – 6:06
2. "Isolation" – 2:53
3. "Passover" – 4:46
4. "Colony" – 3:55
5. "A Means to an End" – 4:07

### 사이드 2
1. "Heart and Soul" – 5:51
2. "Twenty Four Hours" – 4:26
3. "The Eternal" – 6:07
4. "Decades" – 6:10

### 2007 콜렉터스 에디션 (리마스터링)

#### CD 1: Closer
1. "Atrocity Exhibition" – 6:06
2. "Isolation" – 2:53
3. "Passover" – 4:46
4. "Colony" – 3:55
5. "A Means to an End" – 4:07
6. "Heart and Soul" – 5:51
7. "Twenty Four Hours" – 4:26
8. "The Eternal" – 6:07
9. "Decades" – 6:10

#### CD 2: 실황공연ULU8 February 1980
1. "Dead Souls" – 4:58
2. "Glass" – 3:42
3. "A Means To An End" – 4:00
4. "Twenty Four Hours" – 4:05
5. "Passover" – 4:53
6. "Insight" – 4:01
7. "Colony" – 4:04
8. "These Days" – 4:17
9. "Love Will Tear Us Apart" – 3:13
10. "Isolation" – 4:41
11. "The Eternal" – 6:30
12. "Digital" – 3:14

## 크레딧
- 이안 커티스 – 보컬, "Heart and Soul"의 기타 연주
- 버나드 섬너 – 기타, 신시사이저, "Atrocity Exhibition"의 베이스 연주
- 피터 훅 – 베이스, "Atrocity Exhibition"의 기타 연주
- 스티븐 모리스 – 드럼
- 마틴 하넷 – 프로듀서, 엔지니어
- 마이클 존슨 – 보조 엔지니어
- 존 카페리 – 엔지니어